# Cyprinodon veronicae
Cyprinodon veronicae – gatunek małej ryby z rodziny karpieńcowatych. Występował endemicznie w Ojo de Agua Charco Azul, niewielkim stawie w południowo-zachodnim stanie Nuevo Leon w Meksyku. Gatunek wyginął na wolności w 1995 roku z powodu utraty siedliska naturalnego (staw wyschnął z powodu nadmiernego pompowania wód gruntowych). Obecnie występuje tylko w niewoli.
Nazwa gatunku honoruje siostrzenicę Maríi de Lourdes Lozano-Vilano i córkę Salvadora Contreras-Balderas, Verónicę Contreras Arqueita, która uczestniczyła w 1984 roku w podróży, podczas której zebrano holotyp. 